# ذو الشفة الملتوية
الرجل ذو الشفة الملتوية أو ذو الشفة الملتوية (بالإنجليزية: The Man with the Twisted Lip)‏، واحدة من 56 قصة لشرلوك هولمز، من تأليف ارثر كونان دويل، نشرت لأول مرة في مجلة الستراند بشكل منفرد في ديسمبر 1891 قبل ان يعاد نشرها مجمعة مع باقي قصص سلسلة مغامرات شرلوك هولمز.تعد خامس قصة في سلسلة مغامرات شرلوك هولمز، والسادسة عشر في قائمة كونان دويل التي تضم أفضل 19 قصة لشرلوك هولمز بالنسبة اليه.

## ملخص القصة
تأتي زوجة صديق الدكتور واطسون اليه طالبة المساعدة، حيث ان زوجها، وهو مدمن تعاطي افيون، اختفى منذ بضعة أيام، وتقول انه معتاد على ارتياد مكان خطير لبيع وتعاطي الافيون في الطرف الشرقي للندن.يقبل واطسون بمساعدتها، لكن عند وصوله إلى ذلك المكان الذي أشارت اليه زوجه صديقه، يجد شرلوك هولمز هو الآخر هناك متنكرًا في زي رجل كبير في السن، ويتضح ان هولمز كان يحاول التحري بخصوص قضية جديدة.
السيد نيفيل سانت كلير، رجل أعمال محترم ومنظم، يختفي فجأة، وتزيد قضية اختفاءه تعقيدًا عندما تؤكد زوجته السيدة سانت كلير انها رأت زوجها يطل من نافذة في الطابق الثاني لذلك المكان المخصص لتعاطي الافيون.
تحاول السيدة سانت كلير الدخول إلى ذلك المكان، لكن يعترض طريقها مالك المبنى، لاسكار، فتقرر اخبار الشرطة بذلك، لكنه يفشل في ايجاد السيد سانت كلير، ويجدون في الغرفة التي قالت السيدة كلير انها رأت زوجها يطل من نافذتها، رجلا متسولا ذو شفة ملتوية، كما يتم ايجاد ملابسه ملقاة بالقرب من نهر التايمز.
يتم القبض على ذلك الرجل المتسول، هيوج بون، وحجزه في مركز الشرطة، في الوقت الذي يكون فيه هولمز مقتنعا ان السيد سانت كلير راح ضحية لجريمة قتل.بعد بضعة أيام من اختفاء السيد سانت كلير، تستقبل زوجته رسالة مكتوبة بخط يد زوجها، وتجبر هذه الرسالة هولمز على إعادة النظر في النتيجة الي وصل اليها، وتقوده إلى نتيجة مفاجئة، اين يذهب هولمز إلى مركز الشرطة ويقوم بغسل وجه ذلك المتشرد، هيوج بون، الذي قبض عليه سابقا، وبعد فعله لذلك يتضح ان المتشرد بون في الحقيقة ما هو إلا السيد نيفيل سانت كلير متنكرا.
يتضح ان السيد سانت كلير قبل زواجه كان يعيش حياة مزدوجة، ففي شبابه عمل كممثل قبل ان يصبح مراسل صحفي، وقد تطلب اعداده لإحدى المقالات تنكره بزي متسول مؤقتا لجمع المعلومات اللازمة للمقالة الصحفية، لكنه خلال فترة تنكره هذه جنى مبلغا معتبرا من المال، لذا قرر إعادة الكرة والتنكر من جديد بزي متسول لجمع المزيد من المال ليصبح بعد فترة متسولا محترفا، وقد سمحت له الاموال التي جناها من التسول إضافة إلى راتبه كصحفي بان يصبح رجل أعمال ويؤسس عائلة محترمة.يتضح ان زوجته كانت جاهلة تماما لما كان يفعله زوجها لجمع المال، ويقبل هولمز بعدم اخبارها بحقيقة زوجها وإخفاء سر السيد سانت كلير، شرط ان لا يسمع هولمز عن شخص هيوج بون مجددا.

## تعليقات
- كانت متاجرة وتعاطي الافيون لا تعتبر جريمة في لندن في عام1889(وهذا يوافق الفترة الزمنية الذي كتبت فيها القصة)، وقد كانت اماكن تعاطي الافيون تفتح وتعمل بشكل قانوني رغم ارتباطها الدائم بعالم الجريمة.
- قام شرلوك هولمز في قصته بتصوير رجل يكسب مبلغا كبيرا من المال عن طريق التسول، وهذا الشيء موجود في ارض الواقع.مثلا، في تورنتو، توجد امرأة تدعى «شاكي باغ ليدي» التي تجني المال بنفس الطريقة حيث تبذل مجهودان حتى تبدو متسولة مثيرة للشفقة أكثر منها متسولة عادية.[1] مثال اخر لحالة مماثلة في مومباي في الهند، اين قامت الصحف بنشر تقارير تفيد ان هناك متسولين يجنون الملايين من الروبيات عن طريق التسول.[1] صحيفة لندن ديلي مايل هي الأخرى قالت ان متسولا في بوتني (منطقة في لندن) يجني 300 جنيه يوميا،[1] ما يعادل المئين التاسع والتسعين لمداخيل المملكة المتحدة.[1]
- قامت زوجة واطسون، ماري، في القصة بمناداة زوجها ب«جايمس» رغم ان اسمه هو «جون»، هذا ما دعى قراء القصة يفترضون ان اسم واطسون الأوسط، الذي يبدأ بحرف «ه»، هو «هاميش»، وهو طريقة تهجية مختلفة لاسم «جايمس».لكن كونان دويل لم يؤكد هذه الفرضية ابدا طيلة حياته.[1]

## الاقتباس
- تم اقتباس فيلم صامت من القصة يحمل نفس عنوانها عام 1921،[1] وقد تم اخراجه من طرف مورين الفاي.[1]
- في عام 1951 قام رودولف كارتر بإنتاج اقتباس من القصة بعنوان«الرجل الذي اختفى»[1] وقد كان هذا الاقتباس مقترحا لإحدى حلقات مسلسل تلفزيون من بطولة جون لونغدن بدور هولمز وكامبل سنغر بدور واطسون.[1]
- في عام 1964، تم اقتباس إحدى حلقات مسلسل شرلوك هولمز من القصة، من إنتاج قناة بي بي سي وبطولة دوغلاس ويلمر.
- في عام 1986، تم اقتباس إحدى حلقات مسلسل شرلوك هولمز من القصة، من إنتاج شبكة ITV البريطانية وبطولة جيرمي برات.[1]
- في عام 2014، تم اقتباس الحلقة الأولى من الموسم الثالث لمسلسل شرلوك (مسلسل) من القصة.
- حملت الحلقة ال21 من الموسم الثاني لمسلسل الإبتدائية نفس عنوان القصة، رغم انه لا توجه اوجه تشابه حقيقة بين احداثهما.المسلسل من إنتاج شبكة CBC.

## الترجمة العربية
- ذو الشفة الملتوية، دار الأجيال للنشر.[2]
- ذو الشفة الملتوية، مؤسسة هنداوي، ترجمة سارة طه علام ومراجعة محمد حامد درويش.[3]

## روابط خارجية
- موقع لقراءة القصة مجانا مرفقة بالرسومات الأصلية (باللغة الإنجليزية).
- موقع يتضمن معلومات حول القصة مع امكانية شرائها عن طريق الإنترنت (باللغة العربية).